# Малышев, Владимир Николаевич
Владимир Николаевич Малышев (род. 22 августа 1969, Добруш, Гомельская область) — белорусский футболист, вратарь. Тренер вратарей ФК «Локомотив-Казанка» (Москва).

## Клубная карьера
Первым клубом Владимира стал «Спутник» (Минск). Проведя в клубе год, Малышев переехал в Россию, в клуб «Лада» Тольятти. После трех сезонов игрок вернулся на родину в клуб «Молодечно». В 1994 году Малышев переехал в Эстонию, в клуб «Лантана-Марлекор», за который играл один сезон.

## Тренерская карьера
Имеет спортивный диплом о высшем образовании академии физического воспитания и спорта Республики Беларусь. С 2003 года работает тренером вратарей. Долгое время тренировал футболистов на детско-юношеском уровне в тольяттинской Академии футбола имени Юрия Коноплёва, тренируя таких перспективных вратарей как Станислав Крицюк, Александр Васильев, Роман Савенков, Альберт Егоров, Александр Фильцов, Артём Леонов и Сергей Волков.